# 8941 Junsaito
8941 Junsaito è un asteroide della fascia principale. Scoperto nel 1997, presenta un'orbita caratterizzata da un semiasse maggiore pari a 3,2494813 UA e da un'eccentricità di 0,0366051, inclinata di 11,10450° rispetto all'eclittica.